# Hip hop cristão
O hip hop gospel (do original Christian hip hop, Christian rap, também chamado de rap gospel) é um subgênero da música hip hop que usa Cristo como tema e tenta expor a fé do compositor.

## História
Desde o surgimento do hip-hop na década de 1970, vários ativistas expressaram ideias políticas ou religiosas por meio do rap ou grafite, incluindo a fé cristã. Naquela época, a mídia ainda não estava interessada nas ideias dos vários subgrupos emergentes da emergente cultura hip-hop. Tivemos que esperar até a década de 1980 para começar a ouvir sobre hip-hop cristão, com o lançamento do álbum The Gospel Beat: Jesus-Christ de MC Sweet lançado em 1982 por PolyGram.
Em 1994, TobyMac, Todd Collins e Joey Elwood fundaram o primeiro selo de hip-hop cristão Gotee Records.

Em 2004, a fundação da gravadora Reach Records pelos americanos Lecrae e Ben Washer também teve uma influência considerável no desenvolvimento do hip hop cristão.
No Brasil, são exemplos de artistas deste subgênero as DJ Alpiste em 1993, Apocalipse 16 (1996), Provérbio X (1998), Ao Cubo (2003), Estratagema de Deus, Mensageiros da Profecia, Ministério Éfeso e cantores como Pregador Luo e Mano Reco.